# Іванов Павло Олександрович
Павло́ Олекса́ндрович Івано́в (24 вересня 1984, Київ, УРСР) — український футболіст, захисник футбольного клубу «Полтава».

## Біографія
Вихованець футбольної школи «Зміна-Оболонь». На професійному рівні розпочав виступи за першоліговий «Дніпро-2» та друголігові «Дніпро-3» та «Нафком-Академію».
20 березня 2004 року в дорослій команді «Оболонь» у грі проти «Таврії» дебютував у найвищому дивізіоні чемпіонату України. У київській команді не зміг стати гравцем основного складу. За два сезони зіграв 13 матчів.
Із 2005 по 2006 рік грав у Білорусі за МТЗ-РІПО та «Білшину». Після повернення в Україну виступав у командах «Єдність» та «Буковина».
У 2011 році перейшов у донецький «Олімпік». З цим клубом став переможцем спочатку Другої, а потім і Першої ліги. 26 липня 2014 року у грі з одеським «Чорноморцем» повернувся в Прем'єр-лігу після десятирічної перерви, але провівши лише один сезон в еліті, покинув команду.
Улітку 2015 року став гравцем молдовського клубу «Заря» з міста Бєльці. Однак у середині серпня стало відомо, що Іванов покинув команду, оскільки не отримав дозволу на роботу в Молдові. Зрештою наприкінці серпня 2015 року підписав річний контракт із «Говерлою».
У липні 2016 року став гравцем горішньоплавенського «Гірника-спорт».

## Досягнення
- Переможець Першої ліги України (1): 2013/14
- Срібний призер Першої ліги України (1): 2017/18
- Переможець Другої ліги України (2): 2009/10, 2010/11